# Diplazon hispanicus
Diplazon hispanicus är en stekelart som först beskrevs av Maximilian Spinola 1843.  Diplazon hispanicus ingår i släktet Diplazon och familjen brokparasitsteklar. Inga underarter finns listade i Catalogue of Life.